# Евген Матејка
Евген Матејка — Пемц (словен. Evgen Matejka; Либерец, 6. новембар 1909 — Градишче об Сочи, 3. мај 1945), учесник Народноослободилачке борбе и народни херој Југославије.

## Биографија
Евген је рођен у Либерецу (данас Чешка). Са породицом се након Првог светског рата преселио у Кочевје. Породица је задржала чехословачко држављанство. Ускоро после доласка у Кочевје, умрла му је мати. Најстарији брат био је рудар, где је у једној несрећи погинуо. Завршио је три разреда гимназије у Кочевју, а после мајчине смрти је, због слабог материјалног стања породице, напустио школу и у радионицама кочевског рудника научио металостругарски занат. Потом није могао да добије запослење. На две године је отишао у Чехословачку, где је одслужио војни рок. Кад се вратио у Југославију, он се у Љубљани уписао у школу за пословође, и 1936. завршио ту школу. У то време, и отац му је умро. Пошто је одлично певао и свирао на гитари, учествовао је у врло популарном „хавајском квартету”, који је преко Евгена научио многе чешке и словачке песме. Евген није могао да нађе запослење у Љубљани, али се запослио, као металостругар, у предузећу „Ајлерт” у Марибору, а после неколико месеци у текстилној фабрици „Хутер” у Марибору. После завршене школе, Евген је примио југословенско држављанство. Био је међу првим добровољцима за одбрану Чехословачке од агресије нацистичке Немачке. А кад је нападнута Југославија, он се опет јавио као добровољац за њену одбрану.
Евген Матејка иначе није био члан Комунистичке партије, али се активно укључивао у акције које је она у то време организовала. Тако је учествовао у штрајку текстилних радника и у растеривању Немаца који су свечано прослављали Хитлеров рођендан. Затим је 1940. године учествовао у демонстрацијама о годишњици ослобођења Марибора, које су, под притиском нацистичке Немачке, биле забрањене. Ипак, баш те демонстрације су, мада угушене жандармеријским и полицијским снагама, биле одраз антинацистичког расположења у Марибору.
Матејка (партизанско име Пемц) се придружио НОП-у 1941, а партизанима се придружио 2. маја 1942. године. Био је у служби у Горењском партизанском одреду, где је вршио дужности као извиђач и борац за специјалне задатке (командос). Извршио је бројне саботаже на италијанско-немачку војску. Примљен је у КПЈ 1942. године. Дана 1. марта 1943. постао је политички комесар Горењског партизанског одреда. После повратка из Горењске, био је пребачен у 31. дивизију. У 31. дивизији је постављен за начелника, а потом и Деветог корпуса. Руководио је добро организованом мрежом обавештајаца и диверзаната с којима је долазио у Трст, у северну Италију и дубоко у Фурланију. Са специјалном групом за диверзије и саботаже, коју је он основао и водио, постизао је велике успехе. Партизански борци у униформама немачких војника појављивали су се изненада и у најјачим окупаторским центрима, и наносили непријатељу тешке губитке.
Децембра 1944. постављен је за команданта 31. словеначке дивизије. Недуго пре завршетка рата, 3. маја 1945. године, Матејка је убијен заседи четничке групе, која се
повлачила с Немцима, у Градишчу об Сочу.
Указом Президијума Народне скупштине ФНР Југославије, 20. децембра 1951. године, проглашен је за народног хероја.